# أنتوني رادجيفي
الأمير أنتوني هنريك رادجيفي (بالبولندية: Antoni Henryk Radziwiłł،
تُلفظ بالبولندية: ‎[anˈtɔɲi ˈxɛnrɨk raˈd͡ʑiviww]‏؛ 13 يونيو 1775 – 7 أبريل 1833) كان نبيلا وأرستقراطيا وموسيقيا وسياسيا بولنديا وبروسيا. كان في البداية دوق بالوراثة من نسفيزه وأوليكا، باعتباره سليل عائلة رادجيفي شغل أيضا المنصب الشرفي من رايخشفورست من الإمبراطورية الرومانية المقدسة. بين عامي 1815 و 1831 قام بدور حاكم دوق (بالبولندية: książę-namiestnik)، (بالألمانية: Statthalter) من دوقية بوزنانيا الكبرى، وهي مقاطعة تتمتع بالحكم الذاتي في مملكة بروسيا تم إنشاؤها من الأراضي البولندية الكبرى التي تم ضمها في أقسام بولندا.

## سيرة شخصية

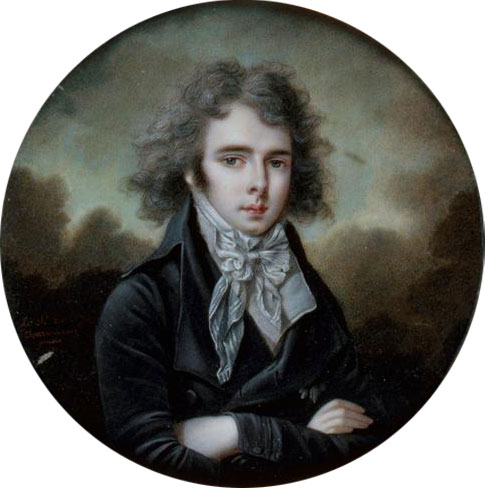
صورة من عام 1797

ولد أنتوني رادجيفي في 13 يونيو 1775 في فيلنيوس من ميشات هيرونيم رادزيفيل وهيلينا نيي بزيزدزيكا. من عام 1792 التحق بجامعة غوتينغن ودعي إلى بلاط الملك فريدريك وليام الثاني ملك بروسيا. في عام 1796 تزوج من الأميرة لويز من بروسيا، الابنة الثانية للأمير أوغسطس فرديناند من بروسيا، ومن ثمَّ ابنة أخت الملك البروسي الراحل فريدريك العظيم. أقنعته عائلته الجديدة بأنه يجب أن يكون وسيطًا بين البولنديين الذين يعيشون تحت التقسيم الثالث بعد انتفاضة كوسيوسكو الفاشلة والسلطات البروسية في برلين. متذبذبًا بين برلين ووارسو وسانت بطرسبرغ، طور رادجيفي فكرة جعل مقاطعة بروسيا الجنوبية نواة لمملكة بولندية متجددة، يحكمها الملك البروسي في اتحاد شخصي.